# Le amiche
Le amiche (Las amigas) es una película italiana en blanco y negro de 1955 dirigida por Michelangelo Antonioni y con actuación de Eleonora Rossi Drago, Gabriele Ferzetti, Franco Fabrizi y Valentina Cortese. Adaptada de la novela de Cesare Pavese Tra donne sole (Entre mujeres solteras, de 1949), trata de una mujer joven que regresa a su Turín natal para abrir un salón de belleza y termina involucrada con una mujer atribulada y sus tres amigas ricas. La película se filmó en Turin, Piedmont, Italia. Le Amiche Recibió el premio León de Plata en el Festival de cine de Venecia de 1955, y el premio Lazo de Plata del festival de cine del Sindicato Nacional de Periodistas en Italia, por Mejor Director (Michelangelo Antonioni) y Mejor Actriz de Reparto (Valentina Cortese).

## Trama
De regreso a su Turin natal para abrir un local de una marca romana de moda, la elegante Clelia (Eleonora Rossi Drago) descubre una mujer joven llamada Rosetta Savoni (Madeleine Fischer) cercana a la muerte en la habitación de al lado en su hotel. Rosetta había tomado una sobre dosis de píldoras para dormir en un intento de suicidio. Clelia, que está sola en su ciudad natal, se hace amiga de Rosetta y sus tres amigas ricas. Momina De Stefani (Yvonne Furneaux) está separada de su marido y cambia fácilmente de amantes. Nene (Valentina Cortese) es una artista talentosa que deviene exitosa en su carrera;  está viviendo con un pintor frustrado llamado Lorenzo (Gabriele Ferzetti), que envidia el éxito de su mujer. Mariella (Anna Maria Pancani) es de poca importancia. Clelia se siente atraída por Carlo (Ettore Manni), el ayudante del arquitecto del salón, Cesare Pedoni (Franco Fabrizi), pero pertenece a la clase trabajadora, que vive en una realidad social diferente. Cuándo Momina y Clelia descubren que la razón por la que Rosetta había intentado suicidarse era porque estaba enamorada de Lorenzo, la cínica de Momina alienta a Rosetta para quedarse con él, incluso aunque él y Nene, supuestamente, iban a casarse pronto. El consejo de Momina tiene consecuencias trágicas.

## Reparto
- Eleonora Rossi Drago: Clelia
- Gabriele Ferzetti: Lorenzo
- Franco Fabrizi: Cesare Pedoni, el arquitecto
- Valentina Cortese: Nene
- Yvonne Furneaux: Momina De Stefani
- Madeleine Fischer: Rosetta Savoni
- Anna Maria Pancani: Mariella
- Luciano Volpato: Tony
- Maria Gambarelli: Clelia, empresaria
- Ettore Manni: Carlo[4]

## Producción
El guion para Le amiche fue adaptado de una novela de Cesare Pavese. Como tal, es una de las pocas adaptaciones que dirigió Antonioni: otras fueron  Blow-Up (basada en un relato de Julio Cortázar), El misterio de Oberwald (adaptada de la obra de Jean Cocteau L'Aigle à deux têtes, que Cocteau había adaptado para filmar anteriormente) y su característica final, Más allá de las nubes, basados en un libro de sus cuentos propios. Antonioni escribió el guion en colaboración con Suso Cecchi d'Amico y Alba de Céspedes.

## Premios y nombramientos
- 1955 Premio de León de Plata de Festival de cine de Venecia (Michelangelo Antonioni) – Ganó
- 1955 Festival Internacional de Cine de Venecia Nominada al Premio de León Dorado (Michelangelo Antonioni)
- 1956 Festival de Cine del Sindicato Nacional de Periodistas en el Cine (Italia) Premio Lazo de Plata al Mejor Director (Michelangelo Antonioni) – Ganó
- 1956 Festival de Cine del Sindicato Nacional de Periodistas en el Cine (Italia) Premio Lazo de Plata a la Mejor Actriz de Reparto (Valentina Cortese) – Ganó[3]